# Distrito de Paimas
El distrito de Paimas es uno de los diez que conforman la provincia de Ayabaca ubicada en el departamento de Piura en el Norte del Perú. 
Desde el punto de vista de la jerarquía de la Iglesia católica, forma parte de la diócesis de Chulucanas.

## Historia
El distrito fue creado mediante Ley N.º 15134 del 8 de septiembre de 1964, en el primer gobierno del Fernando Belaúnde.

## Geografía
Tiene una extensión de 319,67 km² y una población estimada superior a los 2 000 habitantes.

## División administrativa

### Centros poblados
- Urbanos 
  - Paimas, con 1 797 hab.
- Rurales
  - Algodonal, con 306 hab.
  - Buenos Aires, con 170 hab.
  - Cacaturo, con 267 hab.
  - Carrizo, con 223 hab.
  - Culqui, con 609 hab.
  - El Ceibo, con 300 hab.
  - Guir Guir, con 328 hab.
  - Higuerón, con 236 hab.
  - Jambur, con 966 hab.
  - La Saucha, con 300 hab.
  - La Victoria, con 344 hab.
  - Los Corrales, con 311 hab.
  - Nuevo Tasajeras, con 171 hab.
  - Nuevo Tomapampa de Jambur, con 193 hab.
  - Piedra Negra, con 206 hab.
  - San Miguel de Pío, con 160 hab.
  - San Pedro, con 189 hab.
  - Tomapampa de Cardal, con 292 hab.
  - Tomapampa de Jambur, con 260 hab.
  - Túnel Seis, con 549 hab.

## Autoridades

### Municipales
- 2015-2018[4]
  - Alcalde: Ronald Javier Navarro Ramírez, de la Unión Democrática del Norte (UDN).
  - Regidores: Carlos Daniel Rodríguez Rosario (UDN), Jesús Andrés Piñín Llacsahuache (UDN), María Cristina Gómez Livia (UDN), José Ismelido Quinde Niño (UDN), Mario Correa Soto (Fuerza Regional).
- 2011-2014[5]
  - Alcalde: Liliana del Carmen Culquicóndor Guerrero, del Movimiento Unidad Popular Regional Piura (UPRP).
  - Regidores: Silvia Bricelia Jiménez de Santur (UPRP), José Wilmer Gómez Livia (UPRP), Néstor Martín Flores Castillo (UPRP), Santos Cruz Pintado (UPRP), Grimaldo Agustín Ogoña Humbo (Obras + Obras).
- 2007-2010

### Policiales
- Comisario: Mayor PNP .

### Religiosas
- Diócesis de Chulucanas[6]
  - Obispo: Mons. Daniel Thomas Turley Murphy (OSA).[7]
- Parroquia
  - Párroco: Pbro.

## Festividades
- Junio: 24 de junio - Algodonal
- Septiembre: 8 de septiembre - Aniversario de Creaciòn Distrital
- Octubre: Señor Cautivo de Ayabaca